# Ministro de Energía y Minas del Perú
El ministro de Energía y Minas del Perú es el encargado del Ministerio de Energía y Minas dentro del Consejo de Ministros del Perú.
Debido al alto nivel energético del Perú, es uno de los cargos más importantes.